# Ferroni FDU-1452
Otro modelo de la serie FDU (Ferroni Deutz Urbanos) para el transporte urbano de pasajeros. El motor BF6L913C, tenía algunas mejoras que Deutz le hacía especialmente a Ferroni, el cual se exportaba a los EE. UU. Cambiaban diversas piezas mecánicas como el turbocompresor, como también la salida de los gases para cumplir norma Euro e inyectores del tipo EURO 1.

## Motor
- Ciclo: diesel cuatro tiempos
- Cilindros: 6
- Diámetro x Carrera (mm): 102 x 125
- Cilindrada (cm³): 6128
- Potencia máxima (HP): 142
- Régimen nominal (rpm): 2300
- Torque Máximo (Nm): 630
- Régimen nominal (rpm): 1600
- Relación de compresión: 17:1
- Sistema de enfriamiento: Por aire
- Sistema de Combustible: inyección directa.
- Combustible: Gas oil

## Dimensiones
- Largo (mm): 10413
- Ancho (mm): 2480
- Alto (mm): 2250
- Despeje (mm): 750
- Distancia entre Ejes (mm): 5170